# Tétralemme (philosophies orientales)
Pour les articles homonymes, voir Tétralemme (philosophies occidentales).
Le tétralemme définit, dans le cadre des philosophies orientales, quatre possibilités de vérité pour une proposition, dont les deux premières sont celles du dilemme. Il est alors un outil de la rhétorique, pour une dialectique « lysiologique »,, commune à l'Inde et la Chine puis au Japon, dépassant l'opposition des contraires en transcendant la raison. Les écoles Madhyamaka et Cittamatra du Mahayana diffèrent dans l'usage qu'elles en font.

## Forme générale
On trouve les quatre lemmes sous différentes versions, où l'ordre n'est pas indifférent, selon l'usage qui est fait du tétralemme. Chaque lemme représente une valeur de vérité ou l'une des relations pouvant être formulées entre un sujet et un prédicat, les lemmes 1 et 2 étant les seuls pris en compte dans la logique aristotélicienne :
|                           | Lemme 1           | Lemme 2                                                             | Lemme 3                    | Lemme 4                    |
| ------------------------- | ----------------- | ------------------------------------------------------------------- | -------------------------- | -------------------------- |
| Logos aristotélicien      | A (=A : identité) | {\displaystyle \neg }A ({\displaystyle \neq }A : non-contradiction) | —                          | —                          |
| Ordre conventionnel       | Affirmation       | Négation                                                            | Affirmation et négation    | Ni affirmation ni négation |
| Selon Lin-tsi et Yamauchi | Affirmation       | Négation                                                            | Ni affirmation ni négation | Affirmation et négation    |
| Version ontologique       | Être              | non-Être                                                            | ni Être ni non-Être        | Être et non-Être           |
| Version prédicative       | Vrai              | Faux                                                                | ni Vrai ni Faux            | Vrai et Faux               |

## Place dans les philosophies orientales
« Ceux qui se hâtent n'osent pas s'engager dans cette méthode. Ils ont peur de tomber dans le vide sans plus avoir à quoi se raccrocher. Alors, ayant scruté l'abîme, ils reculent et, tous sur le même modèle, ils partent en quête de connaissances et d'opinions. »

— Houang-po Entretiens
La logique serait dépendante de la métaphysique, clandestinement : le dilemmme, solidaire de la croyance aux choses, serait une métaphysique de l'être, alors que le tétralemme est une logique de la relation. Le tétralemme (sanskrit : catuskoti) fait ainsi naturellement partie des méthodes constantes de la tradition philosophique indienne.
D'autre part la vérité ultime selon le bouddhisme est inaccessible à la pensée discursive, au langage, voile opacifiant qui met en forme le monde selon sa propre structure. La critique du langage est une critique du Logos et l'enjeu de la dialectique du tétralemme est bien de dépasser cette forme surimposée, sa nature anagogique est commune avec la recherche bouddhique. Les bouddhistes du Madhyamaka ont ainsi développé cette pratique qu'ils affectionnent particulièrement, et on trouve une critique du langage précisément sous une forme tétralemmique :

« Brahmane, sache-le, toutes les paroles prononcées, qu'elles soient vraies ou pas vraies, je déclare qu'elles ne sont ni vraies ni fausses »

— La Vallée Poussin (traducteur), Le joyau dans la main

## Dans le bouddhismeMahayana

### Point de vue duMadhyamaka
« Les quatre choix, c'est la manière zen de débattre. Nonobstant, ce n'est pas tomber dans l'excès de débat, ni même débattre à loisir, c'est un débat vivant, et cela, qu'est-ce que cela pourrait bien être ? »

— Tokuryû Yamauchi Logos et lemme
La méthode du tétralemme, permet de formaliser une démarche vers l'éveil et prend en compte différents concepts fondamentaux du bouddhisme : les deux niveaux de vérité, la coproduction conditionnée, la non-dualité, la vacuité, la compassion.
- Vérité mondaine sanskrit : samvrti-satya, japonais : 世俗の論理 (sezoku no ronri)

et vérité ultime sanskrit : paramartha-satya, japonais : 勝義の論理 (shōgi no ronri)
La doctrine du Madhyamaka des deux vérités distingue la vérité mondaine  et la vérité ultime . Le dilemme (qui correspond alors à la vérité mondaine) n'a qu'une valeur conventionnelle, n'est qu'une « vérité d'erreur » correspondant à la croyance aux choses, « condition a priori de l'échange avec autrui, et de l'entente dans la cité ». Pourtant « chaque être souffre de n'être pas un être », et le tétralemme, en s'appuyant sur l'usage ordinaire de la vie pour indiquer le sens ultime s'adresse alors au candidat au salut, mais il s'agit non plus de guérir la vie mais de guérir de la vie. Ce dépassement de la vérité mondaine en passant du dilemme au tétralemme correspond à une différence d'intentionnalité que Guy Bugault résume ainsi :
Dilemme : logique → mathématiques → informatique
Tétralemme : logique → dialectique → sotériologie
On peut utiliser les raisonnements et les outils de la logique symbolique (qui se fonde sur des termes définis une fois pour toutes et univoques, identité diachronique et synchronique) dans le cadre du dilemme ; mais une telle logique symbolique n'a aucun sens sur le tétralemme « lysiologique », qui tend à sa propre dissolution et au refus de la croyance aux choses.
Selon Ludovic Viévard, lorsque le tétralemme est assorti d'une quantification existentielle permettant de savoir si l'énoncé a une signification (puisqu'alors elle cherche un référent en plus du sens), le tétralemme n'enfreint aucune des lois logiques.
- Non-dualité et vacuité (sanskrit : sunyata - japonais : 無 (mu))

L'ignorance de la vacuité fonde le dilemme. La reconnaissance de la vacuité de tous les êtres, de son intervention dans le discours mondain, provoque une rupture, un fossé infranchissable de paradoxes entre les deux niveaux de vérité : « rupture de la construction mentale, syncope, anacoluthe dans le discours, hoquet de la pensée ». Le tétralemme renvoie être et non-être dans une même irréalité :

« Être, non-être, être et non-être, ni être ni non-être, telle est la progression constamment utilisée par les sages. »

— cité par L. Viévard, La vacuité comme instrument
La vacuité, qui concerne aussi bien le non-être que l'être ne se confond donc pas avec le néant : le nihilisme est donc évité. L'existence ainsi condamnée c'est alors la possibilité prédicative qui est condamnée sur le même mode tétralemmique :

« Tout est vrai ou non-vrai et aussi vrai et non vrai à la fois, de même ni non-vrai et ni vrai à la fois. Cela est l'enseignement graduel des Bouddha. »

— Nagarjuna, Madhyamaka-karikas XVIII,8
L'impossibilité prédicative binaire Vrai/Faux ne signifie pas pour autant la prise en compte d'une troisième valeur de vérité, qui serait la synthèse des deux premières ou radicalement différente. La sotériologie à l’œuvre dans le tétralemme ne fait d'ailleurs pas appel au couple Vrai/Faux mais à Utile/Inutile. Le Madhyamaka ne conteste donc pas que, dans le sens mondain, il n'existe que deux valeurs de vérité. Une troisième voie ne pourrait exister qu'au niveau conceptuel, en aucun cas ontologique car elle conforterait alors la pensée discursive, empêchant ainsi l'accès au sens ultime, salvateur, des lemmes 3 et 4 du tétralemme. Il faut évoquer plutôt le refus de répondre à une question mal posée ou l'absence de réponse, le silence. Ne peut avoir du sens que ce qui se transmet d'homme à homme par le langage : le silence pose un problème de ce point de vue.
- Coproduction conditionnée (sanskrit : pratîtya-samutpâda, japonais : 縁起 (engi))

La vacuité est un concept à l'usage des candidats au salut, pour aborder le tétralemme et rejeter le dilemme : être ou non-être, par la non croyance aux choses. Mais sans une erreur à corriger il n'y aurait pas une vérité à dire : la sunyata n'est qu'un élément de substitution temporaire, et l'aboutissement de la dialectique du tétralemme est l'effacement de la sunyata en même temps que celui de l'ontologie. Ainsi ontologie et sunyata, samsara et nirvana sont-ils en situation de « coproduction conditionnée », l'un et l'autre élément apparaissant simultanément et disparaissant de même.

« Maintenant, en l'absence d'être, de quoi y aura-t-il non-être ? Et qui donc n'ayant nature ni d'être ni de non-être, pourra rien entendre au couple être / non-être ? »

— Nagarjuna, Stances du milieu par excellence 5,6
Nirvana (monde du tétralemme) et samsara (monde du dilemme), interdépendants, pourraient alors être compris comme étant non différents, donc identiques selon la logique bivalente du tiers exclu. Mais ce point de vue est celui du dilemme, du samsara. Comme le remarque Guy Bugault « Voie du milieu et tiers exclu s'excluent, ou si l'on veut, constituent un bon exemple de tiers exclu pour autant qu'on reste sur le plan dialectique ». Mais du point de vue du tétralemme, du nirvana, le tiers n'est pas exclu, et nirvana et samsara peuvent ne pas être identiques sans pour autant être différents : ils sont en fait « irrelatifs », coproduits, ce ne sont pas des catégories existentielles et il serait vain de chercher à les comparer.
- Compassion (sanskrit : karuna)

En se déprenant de soi sur ce chemin du salut, le (bodhisattva) se tourne avec compassion (karuna) vers autrui, face à la misère des êtres qui l'entourent. Mais il se fait alors la réflexion suivante : « les êtres (sanskrit : dharma) étant tous vides, il n'y a pas d'être ; qui donc est à sauver ? » et il arrive ainsi que la vision de la vacuité des êtres (sunyata) faiblisse : karuna et sunyata doivent s'équilibrer dans l'articulation des lemmes bi-négation et bi-affirmation qui doivent être dépassés dans la perspective du « noble silence » avec le sanskrit : mahakaruna (grande compassion). Le tétralemme n'est que le chemin qui mène le bodhisattva à l'éveil.
La compassion disparaît en même temps que l'illusion du but (la cessation de la douleur) et c'est, avec la fin de l'effort intentionnel de la sotériologie vers le salut, l'aboutissement du tétralemme par sa propre dissolution.

### Principaux auteurs du Madhyamaka
Cette section présente dans l'ordre chronologique quelques auteurs ayant fait différents usages de la figure du tétralemme : Nagarjuna, qui l'utilise comme une rhétorique ; Lin-tsi pour son enseignement ; Dogen, comme un kōan énigmatique ; Tokuryu Yamauchi le théorise comme grille de lecture des textes canoniques et de progression vers l'Éveil.

#### Nagarjuna (Inde -IIesiècle)
« Jamais, nulle part, rien qui surgisse, ni de soi-même, ni d'autre chose, ni des deux à la fois, ni sans cause,. »

— Nagarjuna Stances du milieu
Le tétralemme était connu et employé avant lui, mais Nagarjuna est le premier à en faire un usage prépondérant dans son enseignement, fondant ainsi la doctrine de l'École du Milieu. Il « met en œuvre une méthode dialectique originale et audacieuse, unique dans toute l'histoire universelle, en ce sens qu'elle est exclusivement négative, destructive, purgative ». Contrairement à la dialectique positive de Hegel par laquelle des contradictoires produisent une synthèse, impliquant ainsi une logique fondée sur l'être, celle de Nagarjuna emploie la « logicité » du tétralemme pour démontrer le caractère intrinsèquement vide de tous les phénomènes.
Son attitude est donc à considérer au niveau du questionnement, pas de celui des assertions. Il utilise le schéma du tétralemme principalement dans les Stances du milieu par excellence (sanskrit : Madhyamaka-karika) pour réaliser un enseignement pratique et thérapeutique. Les stances ont un caractère didactique et mnémonique, sont destinées à être commentées, et les commentaires de Candrakīrti sont les plus célèbres. En général, seuls trois lemmes sont impliqués :

« Les Buddha ont fait état du moi, ils ont aussi enseigné le non-moi. Et ils ont aussi enseigné qu'il n'y a ni moi ni non-moi. »

— Nagarjuna, Stances du milieu par excellence 18,6
mais il explore parfois les quatre lemmes, représentant alors les quatre relations concevables entre sujet et prédicat :

« Tout est bien comme il semble, rien comme il semble. À la fois comme il semble et non comme il semble. Ni l'un ni l'autre. Tel est l'enseignement progressif des Buddha. »

— Nagarjuna, Stances du milieu par excellence 18,8
Dans cet exercice, Nagarjuna se positionne face à des gens raisonnables dont il réfute les assertions, mais il n'a lui-même rien à dire. Il scrute les énoncés de ses interlocuteurs avec la virtuosité d'un sophiste, réfute les positions adverses à l'aide du tétralemme, utilisant même le principe du tiers exclu lorsqu'il veut mettre son adversaire en contradiction avec lui-même dans sa logique mondaine, mais sans pour autant se sentir contraint de fournir une contrepartie positive.
Nagarjuna ne s'arrête pas au quatrième lemme. Selon une métaphore classique dans le bouddhisme, « quand on s'est servi du radeau pour traverser, on le jette », il en va de même du tétralemme, l'« apaisement béni » fait passer de l'idée d'extinction à l'extinction de l'idée, et le tétralemme apparaît alors comme un « expédient salvifique » (sanskrit : upaya) à l'intention des êtres, évoquant ainsi la compassion (karuna).

#### Lin-tsi (Chine-IXesiècle)
« Transformations de fantasmes, fleurs dans l'air :
 Pourquoi se fatiguer à vouloir les saisir ?
 Le gain et la perte, le oui et le non,
 Qu'on les rejette en même temps ! »

— Lin-tsi Entretiens
Pour son enseignement, Lin-tsi utilise à plusieurs reprises une forme comparable au tétralemme pour interroger les étudiants sur l'interprétation des alternatives possibles dans une situation philosophique plus ou moins énigmatique. Le maître sanctionnait généralement la réponse par un khât, exclamation inintelligible ne laissant place à aucune approche analytique ou intellectuelle, c'est à l'élève de l'interpréter : le sens doit surgir dans l'esprit du yogin. Cette pratique et l'interprétation de ces khâts forment des raisonnements fortement inspirés du tétralemme.
Tokuryū Yamauchi reprendra ces textes à forme tétralemmique pour les commenter et illustrer sa conception du tétralemme. Il considérera que la forme des raisonnements présents dans le texte de Lin-tsi vient asseoir son interprétation du tétralemme nāgārjunien : Affirmation / Négation / Double négation / Double affirmation.
- Instruction collective relative à la connaissance : « les quatre choix » (§10)
- Instruction collective relative à la relation maître / étudiant (§24)
- Instruction collective prolongeant la précédente en intégrant la Loi, c'est-à-dire les principes de la doctrine bouddhique (§28)
- Diagnose dite de « la clochette », énigmatique, probablement relative aux mondes phénoménal et indifférencié (§47)
- Diagnose dite des « quatre khâts », évoquant les différents niveaux de compréhension de la Loi par l'étudiant (§61)
- Les « Quatre éclairages/fonctions[n 12] » non intégré aux Entretiens, mais auxquels Yamauchi fait référence, relatif à la progression sur la Voie en associant l'ascèse (la « fonction ») et la contemplation (l'« éclairage ») selon quatre modalités successives[39].

À partir d'une dualité : Le maître/l'étudiant - L'homme/l'objet - La mort/la vie - La lumière/l'obscurité - L'ascèse/la contemplation, le tétralemme permet à Lin-tsi d'explorer les quatre situations possibles.
| Lemme                             | Situation                                            | Commentaire                                                 |
| --------------------------------- | ---------------------------------------------------- | ----------------------------------------------------------- |
| Un étudiant interroge un maître   | L'étudiant pose une colle au maître                  | Le maître ne doit pas tomber dans le piège de répondre      |
| Un maître éprouve un étudiant     | Le maître annule l'objet des questions de l'étudiant | L'étudiant doit lâcher prise                                |
| Un maître rencontre un maître     | Chacun interroge mais évite de répondre              | Chacun doit refuser les félicitations pour cette abstention |
| Un étudiant rencontre un étudiant | Chacun encombre l'autre de vaines idées              | Ni l'un ni l'autre n'y comprend rien                        |

On peut mettre les textes de Lin-tsi en relation avec l'ontologie et la métaphysique occidentales, et les traducteurs commentent ainsi le tétralemme relatif à la connaissance :
| Lemme              | Proposition                              | Situation métaphysique                                      | Paul Demiéville, | Augustin Berque, |
| ------------------ | ---------------------------------------- | ----------------------------------------------------------- | ---------------- | ---------------- |
| Affirmation        | Supprimer l'homme sans supprimer l'objet | Le sujet perd conscience de son moi                         | Réalisme         | Objectivation    |
| Négation           | Supprimer l'objet sans supprimer l'homme | Le sujet seul existe, tout n'est que pensée                 | Idéalisme        | Subjectivation   |
| Double négation    | Supprimer à la fois l'homme et l'objet   | Recueillement profond abolissant connaissance et conscience | Anéantissement   | Solipsisme       |
| Double affirmation | Ne supprimer ni l'homme ni l'objet       | Transcendance ou conciliation                               | Réalisme sublimé | En-soi           |

#### Dôgen (Japon -XIIIesiècle)
« Il faut la rencontre de l'insensé qui tranche tout délire d'interprétation. Le vrai est là où je ne pense pas, là où je ne suis pas, là où il n'est pas. La cruauté de la figure, que nous jugeons invraisemblable, présente l'implacable nécessité, énigme de l'efficacité »

— Pierre Nakimovitch Dôgen et les paradoxes de la bouddhéité
Dans son enseignement, Dôgen utilise la contradiction d'une dialectique mais sans synthèse supérieure. Il se sert en fait de la forme du tétralemme (japonais : 四論 (shiron)) développé autour des deux lemmes de la « vérité absolue » :  conjonction (double affirmation) et disjonction (double négation) comme d'un kôan, par exemple dans Busshô à propos de la bouddhéité, ou dans Uji à propos du temps, deux thèmes d'ailleurs intimement liés. La contradiction frappe et inquiète, « ultime tentative pour faire vaciller le bon sens réaliste (...) On pourrait distinguer le droit et le fait, ou le point de vue profane et la vérité absolue - pour satisfaire la logique ».
Interrogé, dans Busshô : « tout ce qui vit a-t-il ou non la nature-bouddha ? », Dôgen répond, pour faire vaciller le bon sens et dépasser la « vérité conventionnelle », que « toute bouddhéité est non-bouddhéité » (bi-affirmation). Ces deux points de vue s'opposant, il cite un autre maître (Dai-I) qui affirme « pour tout ce qui vit, rien, ni nature ni bouddha » (bi-négation), laissant ainsi se déployer les contradictions, et commente : « son propos ne dépasse pas les limites des lignes marquées à l'encre. En fait il parle comme s'il avait toujours hébergé ce code en sa demeure » pour signifier que ce n'est pas là le reflet d'une pensée nihiliste ou incohérente, mais que Dai-I a incorporé ce fait : laisser être, se confier à l'ainsité, au-delà du respect des convenances mondaines du dilemme.

#### Tokuryu Yamauchi (Japon -XXesiècle)
« La logique du [tétra]lemme est d'abord une logique d'ascèse. Si le logos est une vérité théorique, il faut dire que le [tétra]lemme est un entraînement pratique (...) Dans l'entraînement aussi, une théorie intrinsèque s'impose (...) Le tétralemme n'est pas seulement une logique de l’œil qui sait, au contraire c'est une logique du pied qui va. »

— Tokuryu Yamauchi - Logos et lemme
Yamauchi consacre son ouvrage Logos et lemme à une analyse du tétralemme et de sa « logicité », employant un mot japonais qui exclut volontairement toute étymologie avec « logique » qui serait alors une référence au logos aristotélicien.
Il reste attaché à une compréhension pratique de cette approche de la Voie, mais développe une réflexion sur les quatre composants du tétralemme, leur usage et leurs interrelations, pour proposer un système tétralemmique, comme un « expédient salvifique » du monde conventionnel, à la portée de l'étudiant en quête de la Voie :

« Chercher là quelque système, ne serait-ce donc que le vice inéradicable d'un universitaire ? Il serait alors facile de s'en débarrasser d'un coup de pied. Néanmoins, alors même que l'on rejette toute formulation, (...) il faut qu'il y ait là un système. Si l'on suit un système, on ne peut atteindre à l'illumination, mais même dans la révélation directe, il ne faut pas négliger la quête (365). »

— T. Yamauchi, Logos et lemme
- Centralité et nature du troisième lemme

Yamauchi établit tout d'abord une correspondance entre le tétralemme et les textes de Lin-tsi : « les Quatre choix deviennent la distinction des quatre lemmes » (365). Il fait ensuite correspondre les « Quatre choix » et « Éclairage/fonction » de Lin-tsi avec les « Quatre Nobles Vérités » du bouddhisme (la souffrance, l'origine de la souffrance, la cessation, la Voie). Les Quatre Vérités ne sont pas simplement les stades d'un apprentissage de la Voie, elles doivent être catégories de la pensée humaine et peuvent être réparties en quatre lemmes (347).
| Position        | 1                         | 2                          | 3                                 | 4                                |
| Tétralemme      | Être                      | non-Être                   | ni Être ni non-Être               | Être et non-Être                 |
| Nobles vérités  | La souffrance             | L'origine de la souffrance | La cessation                      | La Voie                          |
| Ordre de vérité | Samsara (vérité mondaine) | Samsara (vérité mondaine)  | Nirvana (vérité ultime / Sunyata) | Nirvana (vérité ultime / Karuna) |

Réciproquement, les quatre « Éclairage/fonction », sont indubitablement les éclairages et fonctions des Quatre Vérités (355), et « nous devons dédier tous nos efforts à la discussion des Quatre Choix » (de Lin-tsi) (365).
Il estime que la force principale des textes de Lin-tsi, et par conséquent des Nobles Vérités, s'est concentrée sur le troisième lemme (la bi-négation), « franche expérience, révélation directe » (365). Les quatre lemmes du tétralemme culminent dans le troisième, qui les intègre, correspondant à la troisième Noble Vérité : cessation de la souffrance, négation de l'être, de ce-qu'il-y-a, c'est-à-dire de quoi que ce soit (347). Le troisième lemme n'est pas seulement la négation, c'est la négation de la négation, ce n'est pas seulement nier, c'est arracher, écarter dépouiller. C'est un coup de pied pour bondir, pour transcender (366).
- Notion de soku

La logique du soku, c'est la logique du tétralemme, qui éclaire l'articulation des lemmes bi-négation et bi-affirmation, ce n'est ni la logique inférentielle d'Aristote ni la logique dialectique de Hegel, qui n'éclairent que le rapport des deux premiers lemmes. Les troisième et quatrième lemmes s'opposent mais ne donnent pas lieu à une synthèse, et on ne peut non plus déduire l'un de l'autre.
Du troisième au quatrième lemme, il n'y a pas de médiation. La preuve ne peut être qu'intuitive, c'est une expérience directe, il y a de l'un à l'autre une commutation instantanée. Cette manière d'unir, c'est le soku, rapport « franc et immédiat » (382).
- Notion d'agencement (japonais : sesetsu)

« Pourtant, les divers étants sont là, nous avons le siècle sous la main. Le monde existe partout (...) On est dans le monde, on est entre les gens, on n'a pas les moyens de cesser d'habiter en ce monde. Les divers étants sont des construits provisoires, ont été ainsi agencés. »

— Tokuryu Yamauchi - Logos et lemme
Le troisième lemme (bi-négation, cessation de la souffrance) correspond à la « moelle du bouddhisme » mais c'est le quatrième lemme (bi-affirmation, la Voie) qui révèle le monde de la vérité, être et non-être qui ne peuvent s'établir selon le logos mais qui peuvent se saisir par le tétralemme. Le quatrième lemme s'établit et s'ouvre par la traversée du troisième, mais inversement le troisième ne s'achève que par le quatrième qu'il requiert : ces deux lemmes forment un agencement (414). Un tel « agencement » est provisoire, issu d'une « coproduction conditionnée ». Voir comme véritable ce qui est vide et provisoire est une erreur, et le voir comme un construit passager doit s'imposer.
Tout en sachant que l'agencé est provisoire, il n'y a pas d'autre chemin pour vivre que de s'y appuyer. Par exemple, le temps n'est rien sans l'horloge, temps et horloge sont des agencements. Quand l'être a pour fond le vide, il devient agencement (414).

« L'éveil éveillant l'éveil. L'égarement égaré par l'égarement : tout cela est basé sur le principe selon lequel on ne peut se relever qu'en prenant appui sur le sol sur lequel on est tombé. Cette vérité est évidente là-haut comme ici-bas, cette vérité est évidente tant sous le ciel d'Occident que sur les terres d'Orient. »

— Dôgen, In-mo
Les quatre lemmes correspondent, sous leur forme ontologique, aux Quatre Choix de Lin-tsi : les deux premiers lemmes correspondent à la situation de l'homme et du monde, dans un rapport dialectique constructif, alors que les troisième et quatrième sont dans le rapport bi-affirmation soku bi-négation (365). La « vérité mondaine » des deux premiers lemmes est elle aussi dans ce rapport de coproduction avec la « vérité ultime » : samsara et nirvana sont non-différents sans pourtant être identiques.

### Point de vue ducittamatra
Le « Rien qu'esprit » (sanskrit : cittamatra) qui est, comme le Madhyamaka, une école du bouddhisme mahayana, fait également référence à la méthode du tétralemme, mais dans une vision différente et en en soulignant les risques. On trouve dans le Soutra de l'Entrée à Lanka une présentation critique de cette méthode. Les réticences à son usage sont de différentes natures :
- Le tétralemme est une production de l'esprit et du langage faisant ainsi proliférer les jugements et les fictions dans l'attachement aux mots. Feignant d'attribuer cet usage aux non-bouddhistes, le soutra précise : « [Ils] s'attachent à la réalité de leurs fictions, et commettent l'erreur de croire à la validité ultime de concepts comme l'unité, la différence, leur affirmation commune et leur commune négation (...) sous le coup des schémas habituels issus de leur propre esprit[53]. » ;
- La réalisation intérieure de la sublime sagesse (i.e. le nirvana) se trouve totalement au-delà de notions telles que « la naissance, la durée et la cessation, l'unité et la différence, l'être et le non-être, les deux ou ni l'un ni l'autre » ;
- Eux-mêmes, « Les bouddhas enseignent le Dharma par-delà tous les tétralemmes »[53].
- Dans son commentaire de ce soutra, Les mystères essentiels de l'Entrée à Lankâ, Fazang (Chine- VIIe siècle) reprend cette critique du tétralemme au motif qu'elle impliquerait l'existence d'une troisième valeur de vérité (au-delà de être et non-être), alors que la « nature de Bouddha » est précisément la vacuité de ce qui ne relèverait alors ni de l'être ni du non-être. Dans le soutra, le Bouddha met également en garde contre les limites du tétralemme en refusant « une réalité qui existerait au-delà de tous les jugements », au profit de « l'ici-et-maintenant unique et clair qui intègre les quatre membres de tout tétralemme dans sa vérité inconcevable - l'absolu du réel »[54].

Pourtant, comme Lin-tsi, Fazang utilise le tétralemme pour explorer les différentes possibilités relatives à une dualité, par exemple l' « inclusion réciproque de l'enseignant et de son auditoire » :
| Lemme               | Situation | Commentaire                                                         |
| ------------------- | --- | ------------------------------------------------------------------- |
| Être                | La substance des êtres est réalisée par la sagesse du Bouddha                                                                                          | Les enseignements ont pour substance l'esprit du Bouddha            |
| non-Être            | La sagesse des bouddhas est en fait à l'intérieur de l'esprit des êtres                                                                                | Les enseignements se ramènent à l'esprit des êtres                  |
| Être et non-Être    | Les êtres se trouvent dans l'esprit du Bouddha ; ils écoutent les bouddhas qui se trouvent dans l'esprit des êtres                                     | L'inclusion est totale, sans obstacle à l'enseignement              |
| ni Être ni non-Être | Le Bouddha n'est que l'esprit des êtres sans apparence de Bouddha ; les êtres sont sans caractéristiques ordinaires et ne sont que l'esprit du Bouddha | Enseignants et auditoire ont disparu, il n'y a plus d'enseignement. |

Mais Fazang considère les différentes situations créées par chaque lemme non pas comme une progression (quête, guérison, entraînement...)  vers l'éveil, mais comme quatre éléments de la « description » du réel : « la perfection du jugement est l'intégration des quatre membres du tétralemme dont chacun est faux isolément et vrai dès lors que la vérité des trois autres est avérée, car elle devient telle alors ». Dans l'exemple de l'enseignement, Fazang conclut ainsi : « L'intégration de ces quatre propositions crée une instance qui est toute ceci et toute cela, où l'être et le non-être ne s'opposent ni ne se contredisent ».
Union des apparences et de la vacuité, le dépassement du tétralemme est l'intégration non-contradictoire de toutes ses parties.

### Auto-dissolution du tétralemme
Faut-il considérer l'éveil comme l'aboutissement (noble silence, apaisement béni, frontière de l'oubli...) des quatre étapes du tétralemme, selon les auteurs du Madhyamka, ou comme son dépassement comme le suggère Fazang dans le cadre du cittamatra ? Les deux écoles se rapprochent cependant sur deux points :
- Une fois l'éveil atteint, les quatre choix, expédient salvifique, sont oubliés ;

Madhyamaka : Yamauchi l'exprime clairement « L’achèvement des quatre choix est ainsi la frontière de l’oubli, et le cinquième degré vraiment l’expression d’une telle situation. »
- Le retour au réel où samsara et nirvana sont indifférenciés correspond à la « grande compassion » (sanskrit : mahakaruna) associant et transcendant sunyata (la vacuité) et karuna (la compassion).

Cittamatra : Patrick Carré commente ainsi la position de Fazang « il faut être supérieurement bon pour reconnaître le côté parfait de toute chose ou idée, et surtout le côté parfait des êtres sensibles qui, à bon et mauvais escient, croient et s'attachent aux thèses les plus contradictoires ».
Guy Bugault propose une synthèse associant dans le tétralemme la connaissance (samsara, lemmes 1 et 2), la prise de conscience (nirvana, lemmes 3 et 4) et le retour ou monde avec sa dissolution :

« Puis donc qu'il faut conclure sur un point de vue, - par conséquent sur une erreur -, que dire en trois mots de l'idéal des bodhisattva ? C'est tout à la fois perdre connaissance, prendre conscience, et enfin revenir au monde d'une connaissance par simple présence, transparente et sans limite. »

— Guy Bugault, La notion de prajna ou de sapience